# Los Buenos
Los Buenos fueron una banda española de rock y blues rock surgida en Madrid en abril de 1968. Sus componentes eran el granadino Julián Granados (procedente de Los Brisks) a la voz, el vasco Iñaki Egaña al bajo, el madrileño Jorge Moreno a la batería, el portugués Johnny Galvao (que en su país de origen había formado parte del grupo Os Duques) a la guitarra y el británico Roderick Mayall (hermano del mítico bluesman John Mayall) al órgano.

## Biografía
Los Buenos fueron el primer grupo español en cultivar, de forma clara y explícita, el género denominado Blues rock, un estilo que en ese momento (1967) estaba en auge en Estados Unidos y Reino Unido con bandas como Cream, Canned Heat, Ten Years After o los primeros Fleetwood Mac.
El primer nombre que adoptaron fue The Snobs; y durante 1967 y parte de 1968 se curtieron tocando en clubs y escenarios de Madrid y otras ciudades. Cuando son fichados por la discográfica Acción (creada por la cadena radiofónica SER), el A&R y jefe de programación musical Tomás Martín Blanco les propone cambiar de denominación por otra que sonase más netamente española; y ellos optan por llamarse Los Buenos. Con su nombre definitivo publican su primer sencillo a finales de 1968. En él va de cara A un tema más similar a lo que entonces estaban haciendo otras formaciones españolas (con ciertos aires beat y psicodélicos), mientras en la cara B ya aparece su característico sonido blues, versionando el "Oh, Pretty Woman" de Albert King.
Gracias a la promoción de la Cadena SER y a sus eficaces actuaciones, la banda se hizo rápidamente muy popular en todo el país. Durante 1969 publicarían otros dos singles con composiciones que alternan el castellano y el inglés, en los que su orientación blues rock (con toques de psicodelia, como era normal en las bandas anglosajonas del género durante aquella época) va haciéndose cada vez más explícita. E incluso llegan a salir en la película “Un, dos, tres, al escondite inglés” del director Iván Zulueta. No obstante, en la segunda mitad de ese año, Julián Granados decide abandonar el grupo para iniciar una carrera como solista. Su puesto como vocalista es suplido por el bajo Iñaki Egaña.
La banda, reducida a cuarteto, todavía publica un tercer sencillo claramente "bluesy" a finales de 1969; tras el cual también deja la formación el organista Rod Mayall. Aunque fue sustituido por el suizo Claude Hirt para hacer frente a algunos compromisos contractuales, el grupo terminó disolviéndose definitivamente pocas semanas después.

## Discografía
- Single: "Canción / Oh, Pretty Woman" (Acción, 1968)
- Single: "Looking Back / De mi niña" (Acción, 1969)
- Single: "Hola, Hi, Hello / Groovy Woovy" (Acción, 1969)
- Single: "My Baby / Summer Talk" (Acción, 1969)
- LP: "Los Buenos - Todas sus grabaciones en Discos Acción (1968-1969)" - Recopilatorio (Rama Lama, 1996)